# 三彈正
三彈正（羅馬字：Sandanjō）是在日本戰國時代仕於戰國大名武田信玄並自稱彈正忠的武將。別稱戰國三彈正。
- 逃彈正：高坂昌信
- 槍彈正：保科正俊
- 攻彈正：真田幸隆